# I Love Rock 'n Roll (album)
I Love Rock 'n Roll è il secondo album dei Joan Jett & the Blackhearts, pubblicato nel 1981 per l'etichetta discografica Blackheart Records.
Questo è inoltre il primo album di Joan Jett in cui vengono accreditati i Blackhearts.

## Tracce
1. I Love Rock 'n' Roll – 2:55 (A. Merrill, J. Hooker)
2. (I'm Gonna) Run Away – 2:28 (Jett, Laguna)
3. Love Is Pain – 3:07 (Jett)
4. Nag – 2:47 (The Halos)
5. Crimson and Clover – 3:16 (Tommy James & the Shondells)
6. Victim of Circumstance – 2:54 (Jett, Laguna)
7. Bits and Pieces – 2:09 (The Dave Clark Five)
8. Be Straight – 2:41 (Jett, Kihn, Laguna)
9. You're Too Possessive – 3:36 (The Runaways)
10. Little Drummer Boy – 4:15 (The Harry Simeone Chorale)

### Tracce bonus (remaster 1998)
1. Oh Woe Is Me – 2:43 (Jett)
2. Louie Louie (The Kingsmen)
3. You Dont Know What You Got (live) (testo: Cordell, Jett, Laguna)
4. Summertime Blues (Eddie Cochran)
5. Nag (feat. The Coasters) (The Halos)

## Formazione
- Joan Jett - voce, chitarra
- Ricky Byrd - chitarra, voce
- Gary Ryan - basso
- Lee Crystal - batteria

### Altri musicisti
- Eric Ambel - chitarra (durante le sessioni venne sostituito da Byrd, non è accreditato)
- Steve Jones - chitarra, basso
- Sean Tyla - chitarra
- Steve Bannister - piano
- Clem Burke - batteria
- Buzz Chanter - chitarra
- Paul Cook - batteria
- Ritchie Cordell - voce
- Richard d'Andrea - basso
- John Earle - sassofono
- Mick Eve - sassofono
- Mick Groom - basso
- Lea Hart - chitarra, cori in You Don't Know What You've Got (b-side nel singolo di I Love Rock N' Roll)
- Frank Infante - chitarra
- Kenny Laguna - tastiere, voce
- Lou Maxfield - chitarra
- Jeff Peters - basso, voce
- Gary Ryan - basso, voce
- Joel Turrisi - batteria
- Martyn Watson - voce
- Paul Simmons - batteria, voce